# 김진규 (목사)
김진규(1938년 ~ 2006 )는 대한민국 중생감리교회의 목사(목회자)이다. 태선스님이었던 김진규 목사는 회심후 승복을 벗고 목사가 되었다. 1973년 경북 영양군 사동교회를 개척하고 담임  목회를 하다가 후에 서울로 올라가 중생교회를 개척했다.

## 이력
- 1980년 4월 개종인선교회를 설립, 타종교인 선교에 앞장서고 있는 중생교회 김진규 목사(68세)는 조부가 강원도 지역 불교신도 연합회 회장이고, 부친이 경북 영양군 ‘한국불교 태고종’ 일월사 주지승(태고종은 결혼한 승려를 인정하는 대처승제도를 허용하고 있다)인 불교가정에서 자라났다.[1]

- 불가(佛家)에서 승려생활을 하다 기독교로 개종한 이들의 공동체인 개종인선교회가 강원도 원주시에 생활관을 건축, 지난달 31일 봉헌예배를 드렸다.[2]

- 태선 스님의 피난처 예수[3]

- '내가 만난 하나님' 간증[4]

## 저서
- 불교란 무엇인가
- 피안에서 영생으로
- 나는 승복을 벗고 왜 목사가 되었는가
- 3대 종교의 비교
- 내가 만난 예수님